# Гааз, Фёдор Петрович
Фёдор Петро́вич Га́аз (Фридрих Йозеф Лаврентиус Хааз, нем. Friedrich Joseph Laurentius Haass; 10 [24] августа 1780, Бад-Мюнстерайфель, герцогство Юлих-Берг — 16 [28] августа 1853, Москва, Российская империя) — русский врач немецкого происхождения, филантроп, известный как «святой доктор».
В 1806 году переехал в Россию по приглашению князя Репнина-Волконского, имел обширную клиентуру известных людей, получил место терапевта сразу в трёх больницах. В 1809—1810 годах совершил путешествие на Кавказ для изучения минеральных источников, по результатам написал отчёт, разработав начала бальнеологии и климатотерапии. Во время Отечественной войны 1812 года служил в качестве хирурга в русской армии. Боролся с эпидемиями тифа в 1825 году, трахомы — в 1826, холеры — в 1830—1831 и 1847—1848 годах. Основал больницу неотложной помощи. В области клинической медицины является первооткрывателем метода анамнеза. С 1828 года вошёл в состав комитета Попечительного о тюрьмах общества, став одновременно секретарём и главным врачом московских тюрем, и начал гуманистическую деятельность на поприще облегчения жизни осуждённых, добившись многого, несмотря на сопротивление чиновников — от облегчения кандалов до постройки больниц. Гуманизм Гааза нашёл положительную оценку в том числе среди христианских авторов.
В 2011 году римско-католическая церковь начала процесс канонизации доктора Гааза.

## Биография
Фридрих Гааз родился в католической семье аптекаря Петера Гааза (нем. Peter Haass, род. 1740) и его жены Катарины Жозефы Софии Брюер (нем. Catharina Josepha Sophia Brewer, род. 1750) 10 августа (есть данные, что это — день крещения, а не рождения) в Бад-Мюнстерайфеле по адресу Johannisstraße №1. Его дед был врачом. Гааз — четвёртый ребёнок из десяти детей. Однако А. Ф. Кони пишет, что у Фридриха было пять братьев и три сестры, то же сообщает Гросс с соавторами. Путаница возникла по причине наличия у Фридриха Иосифа единоутробного брата, Франца Якоба Йозефа Заарена (род. 1772), сына от первого брака матери. Одна из младших сестёр, Фредерика Вильгельмина, периодически вела его хозяйство в Москве начиная с 1822 года, окончательно уехав в Кёльн за год до смерти доктора.
Гааз изначально пошёл в школу в Мюнстерайфеле и окончил католическую школу в 15 лет. До 1802 года учился в «центральной школе» Кёльна, образованной на базе бывшего университета в Dreikönigsgymnasium, проживая под опекой своего крёстного отца и дяди, профессора Фридриха Йозефа Флорентина Хаасса. Там он изучал математику и литературу, а также изящную словесность. В школе учился успешно: из девяти конкурсов, в которых он участвовал, в шести он занял первое место. Обучался на философском факультете в Йенского университета (поступил 29 октября 1802 года), который окончил досрочно в 17 лет, и где изучал философию (германистику) и медицину, в том числе непосредственно у Шеллинга. Впоследствии во время проживания в России Гааз переписывался с ним. Медицину Гааз изучал у Карла Густава Химли, а также его наставника, известного хирурга и специалиста по глазным болезням А. Г. Рихтера. Когда Химли в 1803 году переехал в Гёттинген, последовал за ним и обучался в Гёттингенском университете, изучая философию и медицину. Также Гааз изучал офтальмологию у профессора Иоганна Адама Шмидта в 1805—1806 годах.  Учился Гааз настолько успешно, что Химли настоял на присвоении ему степени доктора медицины заочно (20 илюя 1805), что было не принято. Гааз также называл своим учителем профессора Иоганна Фридриха Блюменбаха. Кроме родного немецкого, Гааз в совершенстве знал латинский, греческий и французский языки. Врачебную присягу Газ принял в Вене 1 сентября 1805 г.. Гааз тогда уже практиковал в Вене, специализируясь на офтальмологии. Он начал писать диссертационную работу «Воздух, вода и болезни» под  руководством профессора Адама Шмидта, но не завершил её, заболев брюшным тифом в начале 1805 года и проболев до следующего года.
Русский посланник князь Репнин-Волконский обратился к нему, когда начал слепнуть. Излечившись, он пригласил Гааза в Москву. В результате успешного лечения княгини В. А. Репниной-Волконской от трахомы Гааз стал её домашним врачом. Доктор переехал в Россию в 1806 году. Договор о найме на четыре года с княгиней Репниной-Волконской датирован 3 февраля 1806 года. Однако Кони указывает, что приказ о зачислении Гааза в штат Павловской больницы вышел уже 4 июня 1807 года. Получается, что если доктор и приехал в Петербург, то очень ненадолго. Причины раннего расторжения выгодного контракта и поселения в Москве в точности не известны; вероятно, князь Н. Г. Репнин-Волконский не смог надолго оставаться в России из-за своих дипломатических обязанностей.
Услугами Гааза пользовались министр полиции А. Д. Балашов, князь А. И. Барятинский, князь Д. В. Голицын (московский генерал-губернатор), поэт И. И. Дмитриев, писатель А. И. Тургенев, известный ботаник Б. И. Фитингоф. Гааз оказывал помощь уже тяжело больному Н. В. Гоголю.

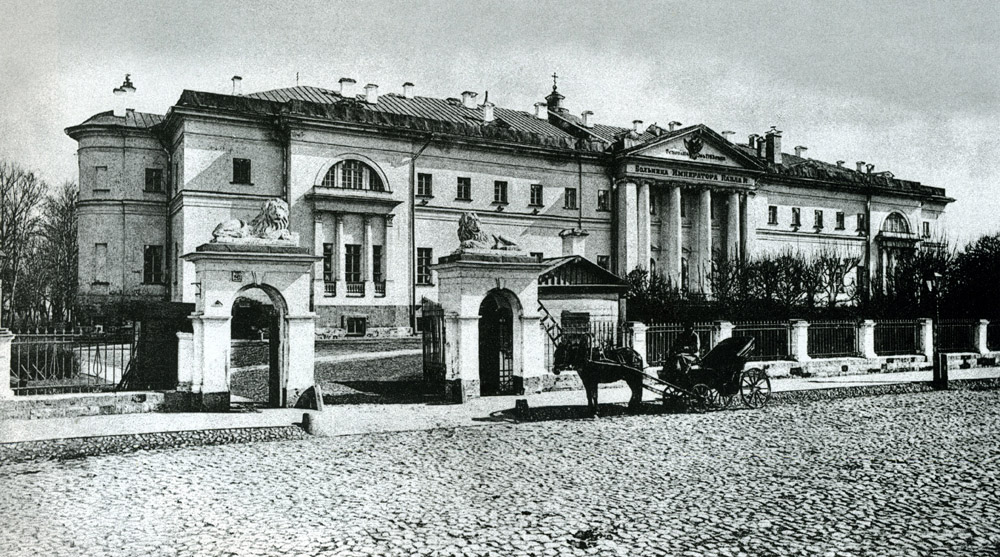
Классицистический ансамбль Павловской больницы

Гааз помог справиться с массовым случаем глазных воспалений в московском кадетском корпусе, а в 1806 году, обозревая в качестве консультанта больницы, обнаружил в Преображенском богаделенном доме множество глазных больных, принялся за их лечение с разрешения губернатора В. С. Ланского, добившись отличных результатов и при этом не взяв гонорара. Первое государственное назначение состоялось в 1807 году — доктор Гааз царским указом был назначен на должность старшего врача московского госпиталя имени императора Павла I, на которой он пробыл до 1812 года. Несколько позже Гааз получил место терапевта ещё в двух больницах — Староекатерининской и Преображенской. На этом поприще он стал настолько известным медиком, что императрица Мария Фёдоровна определила его в Павловской больнице «над медицинской частью главным доктором». Известен её приказ: пока Гааз ещё не владеет русским языком в достаточной степени, ему разрешается общаться со штатными врачами на латыни.
Ф. П. Гааз был награждён орденом Святого Владимира IV степени в 1806 году по ходатайству губернатора Д. С. Ланского. Высочайшим указом от 25 февраля 1811 года «во уважение отличных способностей и усердия к службе» был произведён в надворные советники. Чин коллежского советника Гааз получил в 1826 году по представлению начальника штаба военных поселений Департамента военных поселений П. А. Клейнмихеля «за заслуги в оказании медицинской помощи и организации медицинской помощи в Москве». В дальнейшем Гааз был пожалован чином статского советника и орденом Святой Анны 2-й степени.В официальном издании 1841 года Гааз указывается как член Московского комитета Общества попечительного о тюрьмах в чине статского советника.
Ф. П. Гааз был активным членом научных обществ при Московском университете: «Общества соревнования врачебных и физических наук» (с 1846 года — «Физико-медицинское общество»), «Общества испытателей природы». Был председателем общества воздержания от вина в Москве. Доктор Гааз был желанным посетителем философско-литературного салона надворного советника Д. Н. Свербеева, где бывал и П. Я. Чаадаев.
Любил наблюдать за звёздами в телескоп. Также Ф. Гааз, возможно, увлекался музыкой — сохранилась его рукописная заметка «Глас первый по обычаю» на музыку Бетховена.
Семьи Гааз не завёл, но у него был воспитанник, Николай Агапитович Норшин (1809—1897, ур. Лейб Маркович Норшек), которого доктор излечил от «тяжёлой горячки», а затем дал ему образование. Впоследствии А. Н. Норшин дослужился до чина действительного статского советника и успешно организовал систему здравоохранения в Рязанской губернии. Гааз переписывался с Норшиным до конца жизни.
Известен только один прижизненный портрет Фёдора Петровича в профиль, тайно написанный Николаем Кунилакисом, скрывавшимся за занавеской во время разговора Гааза с князем А. Г. Щербатовым. Доктор считал себя, говоря современным языком, нефотогеничным и отказывался позировать.
Гааз оставался до конца жизни католиком, но при этом поддерживал тесное общение со многими православными священниками и считал, что имеющееся разделение христианских церквей «очень печально». Был прихожанином католической церкви Петра и Павла в Милютинском переулке, по другим данным — прихожанином католического храма св. Людовика Французского на Малой Лубянке (они располагаются рядом). Гааз почитал Франциска Сальского: рекомендовал его сочинения Фридриху Шеллингу в письме от 31 декабря 1843 г., упоминал в своей брошюре «Азбука христианского благонравия…», хранил частичку его мощей, которые в завещании просил передать в Иркутск.

### Изучение минеральных вод
Весной 1809 года Гааз заболел лихорадкой во второй раз и решил отправиться на минеральные воды для поправки здоровья. Однако в результате стал изучать минеральные источники и природу Кавказа. В 1809 и 1810 годы он совершил путешествия по Кавказу для изучения источников (ныне Кавказские Минеральные Воды). Исследовал их в Кисловодске, открыл источники Железноводска, первым сообщил об источниках в Ессентуках. Изучал Гааз преимущественно серощелочные источники, а чисто щелочные оставались без внимания, пока ими не занялся профессор Нелюбин в 1823 году. После путешествия он изложил свои наблюдения в «Замечаниях о Кавказских Минеральных Водах» (1810), написанных специально для министра внутренних дел, а затем — в трактате «Ma visite aux eaux d’Alexandre en 1809 et 1810» («Моё путешествие на Александровские воды»), после чего и началось использование целебных источников и строительство курортов. Серно-щелочной источник № 23 в Ессентуках был открыт им лично; он и в современности называется источником «Гааза-Пономарёва». Также Гаазом был открыт железистый источник. Трактат «Ma visite aux eaux d’Alexandre en 1809 et 1810» после пожара 1812 года в Москве стал библиографической редкостью. До нашего времени дошло лишь семь экземпляров книги.
После первого посещения Кавказа в «Замечаниях о Минеральных Кавказских Водах» Гааз писал: «Испытания, которые случалось мне делать над их свойствами со стороны физики, химии и медицины, уверили меня, что они превосходят все… воды». Сравнение проводилось с известными европейскими минеральными водами, причём как серными, так и кислыми; был проведён химический анализ вод минеральных источников, газовый состав, а также измерение дебита и температуры воды. Помимо исследования непосредственно минеральных вод, книга содержала обширный перечень местных растений с приложением порядка времени их цветения. Научная ценность этого материала отмечалась и в XIX, и в XX веке. Также Гааз опубликовал метеорологические таблицы климата и даже астрономическую таблицу фаз Луны, указывая на их влияние на земную атмосферу (тема связи природы и климата его интересовала со времён обучения в Геттингенском университете). В настоящее время этот период освоения Кавказских минеральных вод называется «Петровско-Гаазовским» по предложению курортолога В. В. Святловского. Позже, в 1812 году, Гааз обобщил свои исследования по химическому составу вод в труде «Полный химический анализ Кавказских минеральных вод», который положил начало курортологии. Книга не сохранилась; все экземпляры сгорели при пожаре в Москве в 1812 г.
Медицинский департамент Министерства полиции официально и положительно оценил труд Ф. П. Гааза. За описание Кавказских минеральных вод император Александр I наградил доктора Гааза, о чём в архивах сохранилось письмо министра полиции А. Д. Балашова от 28 марта 1812 года: «Его Императорское Величество в награду трудов Ваших за сделанное Вами описание Кавказских Минеральных Вод Всемилостивейше пожаловать Вам соизволил бриллиантовый перстень».
После посещения и изучения Кавказских минеральных вод Ф. Гааз продолжил научную работу в области бальнеологии, занявшись исследованием соляных минеральных источников в Старой Руссе в 1815 году: «Около  1815 года  доктор Гааз и другие занимались разложением Старорусских соляных вод и тогда еще отзывались с похвалою об их полезных действиях».
Профессор Императорской Медико-хирургической академии (Гааз некоторое время в ней преподавал) Александр Петрович Нелюбин писал в 1825 году «с особенным уважением и признательностью», что «сочинения Гааза принадлежат, без сомнения, к первым и лучшим в своём роде». Ботаник В. И. Липский в своей книге высоко оценивал работу Гааза на Кавказе и отмечал, что именно он открыл знаменитый сернощелочной источник в Ессентуках. По мнению Н. Н. Блохиной, деятельность в области минеральных вод «позволяет считать Ф. П. Гааза родоначальником отечественной климатологии, климатотерапии, медицинской метеорологии и бальнеологии». Именно он первым подвёл научный фундамент под использование целительных свойств климата и других природных особенностей местности, изучил химические свойства вод, систематизировал опыт их использования. Его труд стал образцом для дальнейших исследований, одним из первоисточников становления курортологии.
Гааз использовал физиологическую теорию ассимиляции для объяснения целебного воздействия минеральных вод. Он считал, что все органы и более мелкие элементы организма «омываются соками», в которых имеются те же элементы, что и в минеральных водах. Поэтому употребление вод усиливает работу органов, это увеличивает аппетит: улучшается усвоение питательных веществ и их переработка, что оказывает полезное профилактическое и целебное воздействие, «обновление» организма. Для эффективности и ускорения исцеления больных доктор использовал все имеющиеся факторы курорта. Помимо непосредственно питья воды и принятия ванн, он придавал важное значение постоянству хорошей погоды, благоприятному климату с жарким, чистым и сухим воздухом, а также высоте местности над уровнем моря. Посетители курорта должны были соблюдать предписанные диеты и двигательный режим, включая дорогу к источникам. При необходимости к курортному лечению добавлялось медикаментозное. При лечении Гааз учитывал возможные побочные явления, такие как появление чувства усталости, нарушения сна и аппетита, дерматологические высыпания и рецидивы имеющихся заболеваний. Таким образом, он первым описал возможные бальнеологические реакции организма.

### Деятельность в 1812—1830, 1844—1847 годы: борьба с эпидемиями, организация больницы неотложной помощи
Во время Отечественной войны 1812 года Гааз служил в качестве хирурга в русской армии, освоив за это время русский язык. С 1813 года, после кратковременной поездки на родину, жил и работал в Москве. Доктор много лет беседовал в тюрьме и больницах со многими русскими людьми, но при этом современники отмечали, что даже в 1852 году он разговаривал «ломаным русским языком». Кроме того, все известные письма Гааза на русском языке написаны профессиональным писарем от имени доктора. Вероятно, Гааз изучил русский язык на слух, исходя из важности возможности общения, а формальными правилами не интересовался в полной мере.
В 1813—1818 гг. в России возникла эпидемия крупа, и Ф. П. Гааза заинтересовало это заболевание. В результате в 1817 году вышла его монография «Decouverte sur la croup seu L’astma synanchicum acutum» («Открытие крупа, или острой удушающей астмы»), опубликованная под псевдонимом «Sutamille» — честолюбие у доктора отсутствовало. В этом труде он обобщил опыт более чем 60 медиков, добавив свой. В 1820 году Гааз издал вторую работу: «Beitrage zuden Zeichen des Croups» («Сообщение о признаках крупа»), в которой, в частности, разделил истинный и ложный круп, также не подписанную. В этих работах Гааз уделяет большое внимание ранним синдромам крупа, выявляет связь с предшествующими заболеванию событиям, а также обычным недугам, которые могут сработать как «триггер» запуска смертельно опасной болезни. Эти труды стали первыми в России по теме крупа и сохраняли своё значение и после смерти автора.

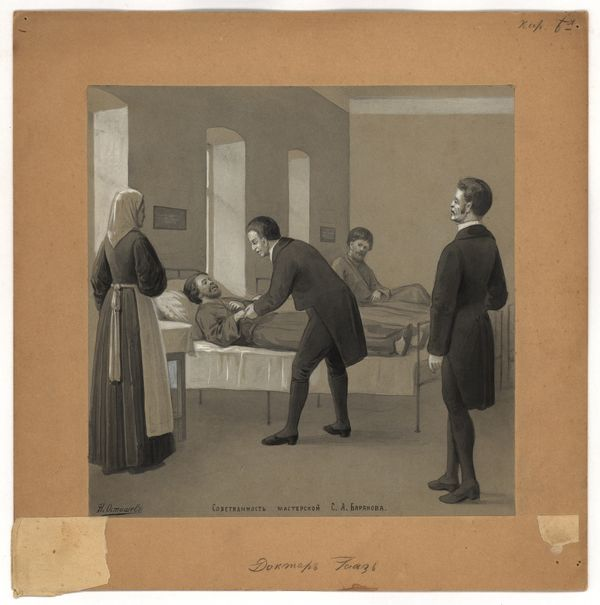
Доктор Гааз в больнице, Н. Осташев, 1860-1880-е гг.

В 1825 году князь Голицын поручил Гаазу решить проблему с эпидемией тифа в губернской тюрьме (сейчас — Бутырка). Доктор вместе с профессором А. И. Полем обустроил временный изолятор в Покровских казармах, благодаря чему удалось сдержать развитие эпидемии. В результате Гааз был представлен к должности штадт-физика (главного врача) Медицинской конторы Москвы. Начав исполнять обязанности, он сразу понял, что его предшественник был уволен несправедливо, по доносам казнокрадов, мошенников и просто манкирующих своими обязанностями медиков. Кроме писем министру и губернатору по этому поводу, Гааз решил переводить своё жалование штадт-физика предшественнику, который не был состоятелен и нуждался в этих деньгах. За год доктор сумел организовать чистоту в больницах, наладить работу фармацевтов и даже ввёл в штат кошек для истребления мышей и крыс в помещениях. Однако самой большой проблемой было казнокрадство, и на него посыпались доносы. Через год из-за сопротивления администрации города его медицинским реформам он вынужден был оставить эту должность, а некоторые судебные тяжбы длились до 20 лет. Все суды Гааз со временем выиграл.
В 1826 году Гааз благодаря генерал-губернатору князю Д. В. Голицину вошёл в «Особый комитет по устройству глазной больницы» и с энтузиазмом принялся за дело. Из 293-х заседаний комитета он отсутствовал только один раз, по уважительной причине. В результате благодаря его стараниям была организована Московская глазная больница — первая в мире специализированная офтальмологическая клиника. В этом же году он как специалист по глазным болезням внёс значительный вклад в борьбу с эпидемией трахомы.
Несколько лет, в 1820-х годах, Гааз преподавал в Медико-хирургической академии.
В 1830 году, во время вспышки азиатской холеры, губернатор князь Голицын организовал Медицинский совет, в который вошёл Гааз. Доктор, не оставляя прежних обязанностей, принял должность инспектора холерного лазарета, а также занимался регистрацией и учётом заражений (количество достигало тысяч больных в месяц). Во многом благодаря его труду холера не распространилась за пределы Москвы. В частности, Гааз добился временного прекращения пересылки арестантов по этапу, чтобы эпидемия не вышла за пределы столицы. Также он принимал участие в издании «Ведомости о состоянии города Москвы» (1830–1831).
Во время второй эпидемии холеры в 1847—1848 годы для успокоения народа Гааз разъезжал по городу, общался с народом и опровергал слухи о том, что якобы болезнь специально насаждают начальство и лекари. Поручение было дано московским генерал-губернатором графом Закревским, который доктора не жаловал, но понимал, что народ его послушает. Гааз утверждал, что холера не заразна, причём демонстрировал своё отношение, целуя больных и даже принимая ванну после них в той же воде. При этом его сестра Вильгельмина в письме к родственникам писала про возможный визит императора в город и что Гааз был против, аргументируя тем, что нельзя подвергать императора опасности, поскольку болезнь эпидемическая.
Губернатор И. Г. Синявин в 1840 году предложил Гаазу должность главного доктора Екатерининской больницы, которое Фёдор Петрович отклонил, но затем уступил просьбе генерал-губернатора князя А. Г. Щербатова. Больницу Гааз сразу же стал перестраивать, обновлять. Был сделан ремонт с перепланировкой, проведён водопровод. Появились ретирады (отдельные туалеты), тёплые ванны, причём даже лечебные — серные, различные души. Комната для анатомии была «по свидетельству знатоков, самая лучшая в Москве». В 1843 году дороги вокруг больницы вымостили камнем.
Мысль создать лечебное заведение для внезапно заболевших людей имелась у Гааза с 1825 года. В 1826 году он обратился с ходатайством к генерал-губернатору Москвы князю Голицыну о введении должности особого врача для наблюдения за внезапно заболевшими и нуждавшимися в немедленной помощи. В прошении было отказано. Идея была названа «излишней и бесполезной», поскольку и без того врачи имеются при каждой полицейской части. Осуществить её удалось лишь в 1844 году: когда в распоряжении Екатерининской больницы оказался казённый дом близ Покровки, доктор самочинно стал принимать там бесприютных больных и одновременно добиваться узаконения нового лечебного заведения. Приказ о переустройстве больницы в Малом Казённом переулке был подписан князем Голицыным в марте 1844 года, незадолго до его смерти. В этой больнице принимали всех, включая нищих бродяг. После оказания неотложной помощи им устраивали дорогу домой либо пристраивали на какую-либо работу, немощных — в богадельни. Изначально больница именовалась Полицейской, затем в честь императора Александра III она получила название Александровской, но современники-москвичи называли её Гаазовской. Сам доктор поселился при больнице в маленькой двухкомнатной квартире; как старший врач он получал в месяц всего лишь 285 рублей 72 копейки. За время жизни Гааза в эту больницу было помещено около 30 тысяч больных, из которых выздоровело до 21 тысяч.

### Попечение об осуждённых
Гуманистическое служение доктора началось в 1828 году со входом в состав Попечительного о тюрьмах комитета, где он стал одновременно секретарём и главным врачом московских тюрем. Комитет возглавляли московский генерал-губернатор князь Голицын и митрополит Московский Филарет (Дроздов). Московский митрополит Филарет поддерживал гуманистические начинания Гааза, но их дружба и сотрудничество начались с эпизода их спора. В ответ на реплику митрополита «Вы всё говорите, Фёдор Петрович, о невинно осуждённых… Таких нет. Если человек подвергнут каре — значит, есть за ним вина» доктор возмутился: «Да вы о Христе позабыли, владыко!». Филарет задумался на несколько минут и ответил: «Нет, Фёдор Петрович! Когда я произнёс мои поспешные слова, не я о Христе позабыл, — Христос меня позабыл!..». Тем не менее, на заседаниях Попечительного совета Филарет неоднократно возражал Гаазу и не шёл ему навстречу даже в таких вопросах, как недопустимость разлучения матерей с несовершеннолетними и детьми, которых помещики ссылали в Сибирь по своему желанию, также митрополита возмущало милосердие по отношению к староверам, задержки на этапе католиков, пока они не исповедуются: католических храмов и священников вне Москвы на этапе не ожидалось, и даже раздача арестантам Евангелий: «чтение Евангелия простолюдинам, да ещё и грешным, преступным, без постоянного руководительства, без указаний и пояснений и надлежащих наставлений, от духовных особ исходящих, может вызвать в простолюдине опасную наклонность к произвольным, односторонним и даже более вредным толкованиям… „Не пометайте бисер ваш перед свиньями“». Когда на заседаниях Попечительного о тюрьмах комитета Гааз в порыве помочь не замечал, как выходил за границу прав Комитета, в область правительственную, Филарет его одёргивал, указывая на формальную сторону дела. В 1832 году, 1 февраля, в письме епископу Дмитровскому, одному из директоров Комитете, Филарет писал: «Ревность г. Гааза по Тюремному Комитету точно утомительна. Должно с бесстрастием утешать её…». Сохранилось множество свидетельств о раздаче Гаазом милостыни и оказании материальной помощи неимущим и другом участии в проблемах нуждающихся. При этом в описаниях биографии не упоминаются пожертвования на церковные нужды, посещение церковных обрядов и т. д.

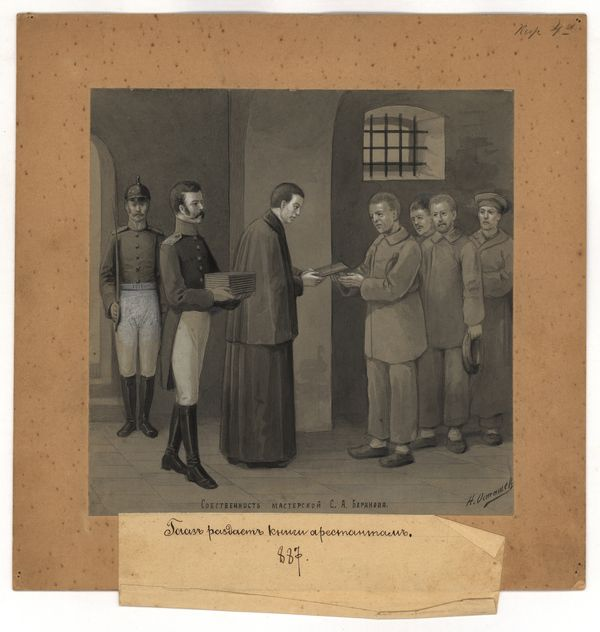
Фёдор Петрович Гааз раздаёт книги арестантам, Н. Осташев, 1860-1880-е гг.

Фактически Гааз посвятил свою жизнь облегчению участи заключённых и ссыльных. Он боролся за улучшение жизни узников: добился освобождения от кандалов стариков и больных; упразднения в Москве железного прута, к которому приковывали по 8—12 ссыльных на всё время этапа, следовавших в Сибирь без учёта их состояния, пола и возраста. Дело в том, что каторжане шли в ножных кандалах, которые были подвешены к поясу, между тем как осужденные на поселение, шли «на пруте», что было значительно труднее. «На пруте» шли даже крепостные крестьяне, которых возвращали в имения помещикам. Также Гааз добился отмены бритья половины головы у всех видов осуждённых, пересылаемых в административном порядке, с 11 марта 1846 года; эта мера стала применяться только к опасным преступникам. В 1829 году князь Голицын, поддавшись на аргументы и уговоры, сдержал обещание, данное Гаазу, и написал министру внутренних дел генералу Закревскому о том, что полагает совершенно невозможным «применять прут к препровождению арестантов… ибо сей образ пересылки крайне изнурителен для сих несчастных, так что превосходит самую меру возможного терпения». В дальнейшем Гааз называл этот день одним из счастливейших дней своей жизни. Добился введения облегчённых (6 кг вместо 16) кандалов с наручниками, обшитыми кожей или холстом — в дальнейшем их называли «гаазовскими» не только арестанты, но и тюремщики. При этом он испытывал кандалы лично: приказывал заковать себя в них и ходил по кабинету, пока не набиралась дистанция первого перехода пересыльного этапа — 54 километра. Однажды за этим занятием его застал гражданский губернатор И. Г. Синявин, который сначала сильно удивился, а затем стал обнимать Гааза.
В 1830 году, после доклада московского генерал-губернатора о деятельности комитета императору, Гаазу, а также А. И. Полю и С. А. Маслову было объявлено монаршее благоволение.
Гааз организовал утепление и расширение пересыльных бараков, установил нары с матрасами и подушками, набитыми бактерицидными водорослями. Арестантов стали сортировать по полу, возрасту и тяжести преступления, отменили одиночное содержание. Стали разделять рецидивистов и «первоходов». Пребывание в пересыльной тюрьме благодаря Гаазу увеличилось с 3 дней до недели. Московский тюремный замок был перестроен именно по инициативе Гааза — при нём были организованы мастерские. Целиком на его и собранные им средства была в 1832 году открыта больница при пересыльной тюрьме на Воробьёвых горах на 120 мест с трёхразовым питанием, а в 1836 году — школа для детей арестантов, где он сам иногда проводил занятия. Кроме начальной школы, Гааз организовал приют для детей заключённых, а также смог добиться от городских властей выдачи дешёвых квартир под наём для жён заключённых.
Постоянно принимал и снабжал лекарствами бедных больных. Боролся за отмену права помещиков ссылать крепостных. Часто хлопотал о разрешении воссоединения с родителями для детей ссылаемых в Сибирь крепостных. На благотворительность ушли все его сбережения. Доктор снабжал в дорогу осуждённых медикаментами, бельём и в некоторых случаях даже деньгами. Также известно, что в пересыльной тюрьме Гааз обучал арестантов чтению и даже приобретал очки в случае проблем со зрением. Гааз составил для тюремных врачей инструкцию, в которой, помимо медицинских вопросов, предписывалась забота об арестантах как о людях, участие к ним и даже защита. Гааз всегда разделял наказание за преступление и издевательство над человеком, требовал уважения к человеческому достоинству.
При участии Гааза Попечительное о тюрьмах общество разработало и в мае 1831 года приняло «Общую тюремную инструкцию», которая была утверждена Комитетом министров. Документ подробно излагал правила тюремного распорядка и содержал много нововведений, в частности — медицинское освидетельствование заключённых с круглосуточным приёмом. Инструкция устанавливала условия содержания и лечения в лазарете, аналогичные общим правилам гражданских больниц. Ответственность за санитарное состояние мест заключения возлагалась на смотрителя, а организационная деятельность — на врача, которому обязан подчиняться по медико-санитарным вопросам весь тюремный персонал. Арестантов стали размещать дифференцированно, сортируя по видам заболеваний, отделять инфекционных больных. Вводились нормы по снабжению бельём, медикаментами; пища больным должна была выдаваться в соответствии с рекомендациями врача. Впервые в женских отделениях тюрем появились штатные акушерки.
На деньги знакомых купцов Гааз оборудовал Рогожский полуэтап на выходе из Москвы, а также навесы для отдыха арестантов далее по пути . Известный булочник Филиппов по просьбе доктора пёк для ссыльных свои знаменитые калачи из лучшей муки, которые очень долго хранились. Раздавал доктор ссыльным яблоки, пряники, орехи и даже апельсины. Когда его спрашивали, зачем такая экзотика, не лучше ли дать кусок сытного хлеба, Гааз отвечал: «На пути в Сибирь они получат хлеб много раз, но если они не попробуют апельсинов сейчас, то уже никогда не узнают их вкуса». Эта фраза приводится в нескольких вариантах, например: «Кусок хлеба им и другой подаст, а конфетку и апельсин они уже никогда не увидят». Поэтому в его комнате-музее в здании бывшей Полицейской больницы апельсины выступают в роли эмблемы музея.
Принимал участие в делах больных Гааз также и в пересыльной тюрьме — месте, откуда заключённых переправляли дальше (в ссылку или на каторгу). По его ходатайству она была переведена на Воробьёвы горы из центра Москвы. Находилась она недалеко от места, где и сейчас стоит храм Живоначальной Троицы.  При пересыльной тюрьме он организовал небольшую деревянную домовую церковь — во имя Божией Матери «Взыскание Погибших». Также Гааз добился постройки Троицкой церкви на Воробьёвых горах (храм освятили в декабре 1843 года). Каждое утро он отправлялся сначала на приём больных в госпиталь. По окончании приёма он ехал в Тюремный замок (Бутырка) или на Воробьёвы горы, где осматривал заключённых.
Гааз нередко персонально хлопотал об арестантах. С 1830 по 1853 год по ходатайству доктора было выкуплено 74 арестанта, а 200 детей отпущены бесплатно. В архивах московского Тюремного комитета хранятся 142 прошения доктора о пересмотре дел или смягчении наказания. Это лично от Гааза, а ведь именно благодаря ему в 1842 году была введена должность справщика и ходатая по арестантским делам, который обязан был заниматься такими случаями. Также доктор уделял внимание судьбам детей арестованных, выступал против разлучения с родителями, известно 317 ходатайств Гааза с просьбой не разлучать детей с родителями. Доктор переписывался со многими арестантами, выполнял их просьбы по высылке книг и различной помощи, передавал послания родным. Прозвище «святой доктор» ему дали именно ссыльные. Они всегда расспрашивали о нём новоприбывших в Сибирь, а в Нерчинском остроге посвятили ему икону св. Феодора Тирона. Роль Гааза в облегчении наиболее жестоких условий содержания осуждённых была отмечена известнейшим российским юристом А. Ф. Кони: в 1887 году он опубликовал работу о состоянии тюремного дела в России, в которой описывалась и старания доктора.
Гааз не допускал отправления арестантов из Москвы по этапу, пока он не осмотрит всех, не вникнет в обстоятельства, не попытается помочь. Начиная с 1829 года и практически до самой смерти он принимал участие в судьбе каждой партии пересыльных. Были случаи, когда арестанты, злоупотребляя добротой Гааза, обманывали его. Но большинство людей уважали «святого доктора», а в среде арестантов отношение доходило до обожания.
В своей деятельности Гааз нередко сталкивался с чиновничьей инерцией, в том числе с апатией и бездеятельностью чиновников высшего уровня. Наиболее известным противником облегчения участи арестантов, отвергавшим предложения доктора, был генерал П. М. Капцевич, командир отдельного корпуса внутренней стражи. Показателен его отзыв 1838 года о положении дел во вверенном ему учреждении:

…все затруднения и неудобства в наручнях происходят от излишней филантропии члена Московского Попечительного Комитета о Тюрьмах доктора Гааза, который, по моему мнению, не только бесполезен на этом месте, но даже вреден, возбуждая своей неуместной филантропией развращённых арестантов к ропоту и желанию почти совершенно освободиться от оков. Доказательством тому служит, что г. Гааз, сам обманываем арестантами, допускает беспорядки, которые не должны бы существовать, он всегда уважает просьбы арестантов, не заслуживающие никакого внимания, например, арестант просит не отправлять его с партией, потому что он ожидает прибытия брата, или родственника, или товарища…

Капцевич выдвигал обвинения против «утрированного филантропа» ещё в 1834 году, и повторил это в 1839 году с новой силой. Суть обвинения: «постоянно утруждает начальство не основательными просьбами», вступаясь за «развращённых» арестантов. В результате в ноябре 1839 года Гааз был официально отстранён от освидетельствования пересыльных арестантов. Тем не менее доктор оставался директором тюремного комитета, что давало ему право посещать пересыльные тюрьмы и Рогожский полуэтап, и там Гааз продолжал свою деятельность до самой смерти.
Также против инициатив и требований Гааза выступал граф Закревский, военный генерал-губернатор Москвы с 1848 года. Несмотря на поддержку князя Голицына, деятельность Гааза по отмене прута для сковывания арестантов, а также общих цепей, которые отстаивал Канцевич, привела к успеху лишь через 10 лет. После смерти Голицына доктор обрёл покровителя в лице его преемника, князя А. Г. Щербатова, московского генерал-губернатора. Тот, пообщавшись с Гаазом, стал смотреть на его формальные нарушения и другую помощь больным сквозь пальцы, и то же, по молчаливому неофициальному соглашению, делали его подчинённые.
Желание заботиться об арестантах иногда выражалось у Гааза необычным образом: так, он добился разрешения содержать голубятни: с его точки зрения, голуби были наглядным символом чистоты и кротости. Затем он завёл и петуха для напоминания о Страшном суде, и петух «смущал грешников своим криком».
Гааз, при всём своём гуманистическом и милосердным отношении к осуждённым, мог быть и строгим. Например, он пытался ввести такое наказание, как «комната покаяния», в которой имелась железная решётка, не позволявшая лежать и даже нормально сидеть. Это наказание он предназначал для тех, кто не желал честно выполнять свои обязанности и злостно нарушал порядок. Такое наказание нарушал пенитенциарное законодательство, и прокуратура его запретила. После чего «святой доктор» 15 июня 1834 г. написал официальное письмо к исполняющему обязанности московского обер-полицмейстера с разрешением применять «комнату покаяния», обосновывая это тем, что Тюремному комитету, с его точки зрения, дана по сути родительская власть над подопечными: надобно их воспитывать, но при этом «Кто жалеет розги своей, тот ненавидит сына...» (Притчи 13:24). Также над дверью в комнате малолетних преступников Гааз повесил над дверью розгу «для активизации памяти». Прошение разрешить «благотворную напоминающую функцию» наказания розгами и решеткой Гааз повторял в переписке не раз. Постепенно Гааз всё больше проникался милосердием. Так, 26 января 1843 года на заседании Комитета он просил ходатайствовать об отмене практиковавшегося в пересыльной тюрьме наказания путём привязывания к кресту, имитации распятия. При этом он ссылался на Послание к Галатам 6:1: «Братия! если и впадет человек в какое согрешение, вы, духовные, исправляйте такового в духе кротости...» .
Уже после смерти Гааза председатель Петербургского тюремного комитета П. С. Лебедев написал монографию про доктора, в которой он так оценивал его деятельность:

Гааз, в двадцать четыре года своей деятельности, успел сделать переворот в нашем тюремном деле. Найдя тюрьмы наши в Москве в состоянии вертепов разврата и уничижения человечества, Гааз не только бросил на эту почву первые семена преобразований, но успел довести до конца некоторый из своих начинаний, и сделал один, и не имея никакой власти, кроме силы убеждения, более, чем после него все комитеты и лица власть имевшие.

Директор Петербургского тюремного комитета П. С. Лебедев в июле 1859 посетил Москву с целью осмотра мест заключений в Москве и отметил, что, хотя доктора Гааза уже не было в живых, он настолько надёжно поставил свой дело, что оно продолжалось преемниками, сохранялась и память о «святом докторе».

### Материальное положение
До 1830-х годов Гааз не испытывал материальных затруднений, имея достаточное количество богатых пациентов. Сначала он проживал в центре Москвы «на Мясницкой, в Гусятниковом переулке, в доме Башилова», а в 1827 году купил собственный кирпичный дом на Кузнецком мосту (или Кузнецкой улице), некогда принадлежавший знаменитой Салтычихе. Проблемы начались с покупки имения Тишково (2000 десятин, суконная фабрика). Первое, что он сделал — сразу же велел освободить крестьян от барщины: «пусть платят оброк, сколько посильно, а молодые пусть работают на фабрике, учат ремёсла». Известен случай, когда Гааз, проезжая на тройке мимо крестьянина, переживающего по поводу только что павшей лошади, немедленно отдал ему одну из своих породистых пристяжных.
В губернском архиве сохранилось дело 1831 года: некий купец обещал заплатить Гаазу 2500 рублей за рощу строевого леса, но деньги не выплачивал даже после того, как дал письменное обязательство расплатиться обер-полицмейстеру. К тому же доктор настолько ушёл в общественную деятельность, что не уделял внимания имению и фабрике. В итоге он был объявлен банкротом, а имение его было продано с публичного торга в 1839 году. Его финансовая небрежность нашла отражение даже в завещании: он упоминает, что «часто удивлялся, что приобретая иногда деньги, имевши тогда практику, не израсходывая для себя особенного ничего, всё находил себя без денег… вижу теперь, что мои собственные деньги пропали в этих [кандальных] расходах».
Сестра доктора, Вильгельмина Гааз, писала родственникам в 1830 году: «потому, что Фриц так равнодушен к деньгам, он слишком уж легко их растрачивает. Не на себя… Ему просто обременительно иметь деньги… Никто, однако, не знал о легкомыслии, с которым Фриц принимал и отдавал деньги, втягиваясь в сплошную путаницу, из которой больше не мог выбраться...».
Свой дом Гааз продал в 1831 году и с тех пор жил при больницах. Сначала в Староекатерининской, с марта 1835 года (с 1938 — вместе с приёмным сыном Л. Норшиным), а с 1844 года — в «полицейской», в Малоказённом переулке.
Гааз был скромен в одежде и придерживался моды своей юности. Волосы пудрил и собирал в косу, украшенную чёрным бантом. Когда начал лысеть, стал использовать рыжеватый парик. Герцен писал, что Гааз «казался только что вышедшим из какой-нибудь драмы XVIII столетия». В своих воспоминаниях А. Д. Шумахер вспоминает, каким запомнился Гааз в его детстве (11 лет): «…он был последний из могиканов в Москве: он носил черный фрак особого покроя, с длинными, узкими фалдами, белый высокий галстук и белую манишку с выдающимся мелко-гофрированным воланом; брюки узкие по колено, черные шелковые чулки и башмаки с пряжками, затем седой парик и косу. … Такой оригинальный костюм на высокой, сухопарой фигуре его и всегда серьёзная внешность естественно производили на нас, детей, сильное впечатление». Граф М. Д. Бутурлин так описывает внешность Гааза через десять лет, зимой 1840—1841 года: «Ему было тогда... шестьдесят с чем-то лет; роста он был низкого, толстенький и кругленький, в парике, всегда во фраке, в коротких до колен штанах, в шёлковых чёрных чулках и в башмаках». Наглядно: за десять лет костюм Гааза нисколько не изменился.
Практически всё своё состояние Гааз потратил на благотворительность, и когда он скончался в 1853 году, оказалось, что после него не осталось личных средств на похороны. Хоронили доктора на казённый «полицейский счёт». Под конец жизни Гааз даже заменил чай настоем листьев смородины.
При этом Гааз не только часто использовал свои личные средства на казённые нужды, но и отказывался от заслуженных им денег. После второй эпидемии холеры 1847 года согласно императорскому указу всем медицинским работникам были положены выплаты; Гаазу полагалось 700 рублей, от которых он отказался. Через два года попечительный комитет постановил повысить оклад всем служащим тюремных больниц, Гаазу — с 514 рублей до тысячи. Он отказался: «размышляя о том, что мне остаётся только мало срока жизни, решился не беспокоить комитет никакими представлениями сего рода». Более того, в 1847 и 1848 годах пищевое довольствие заключённых было временно снижено на 20 %, и Гааз внёс до 11 тысяч рублей серебром от «неизвестной благотворительной особы».

### Смерть
Сведений о последних годах Гааза в личном плане практически не осталось. Лев Копелев писал, что в 1850 году доктора «всё чаще донимали хвори», у него появилась одышка, ноги к вечеру опухали, а также «усиливались подагрические боли во всём теле».
Завещание Гааз написал 21 июня 1852 года.
В августе 1853 года Гааз сильно заболел, у него появились карбункулы на спине и на боках, которые были сильно болезненны, также имел место жар с ознобом. Лежать он не мог, поэтому сидел в своём кресле. Спал сидя, урывками. Шестнадцатого августа доктор уснул около полудня и уже не проснулся.

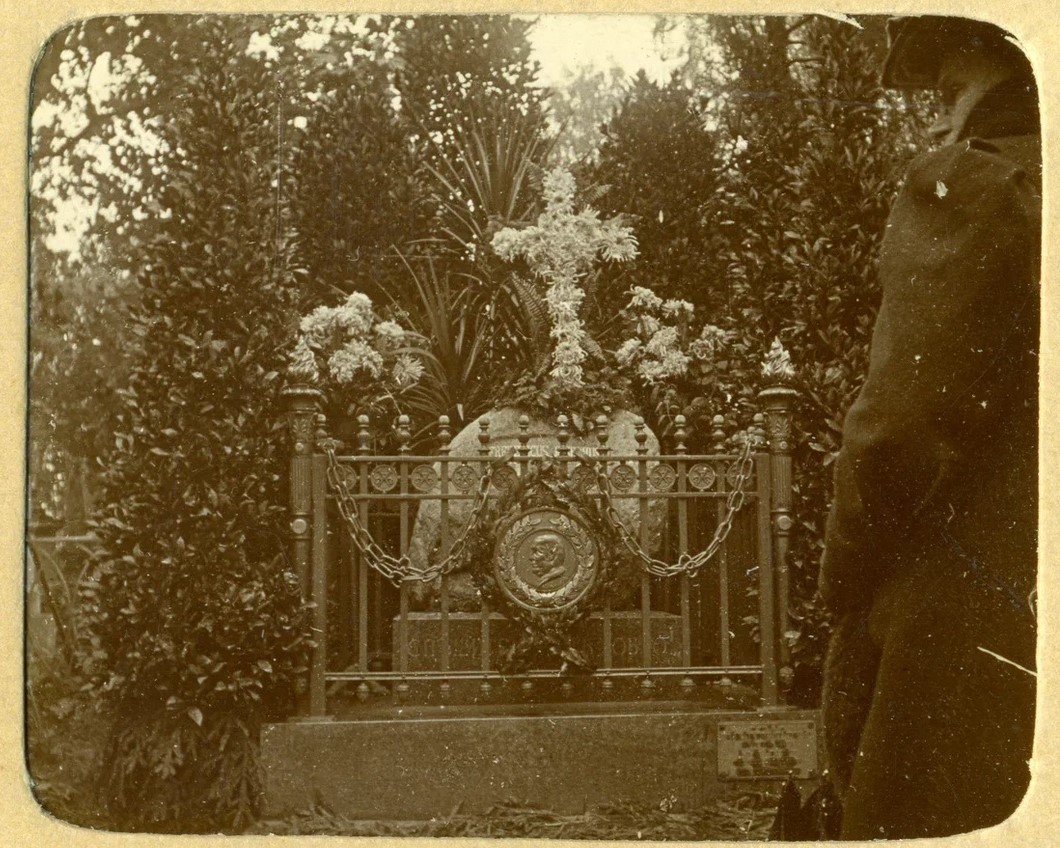
Могила Ф. П. Гааза, 1900-е гг.

Публицист-славянофил Иван Киреевский, посетив Гааза перед смертью, записал в дневнике:

Был у Гааза. Он умирает. Мы видели его в том положении, в каком он находится уже трое суток: облокотивши голову на руки, сложенные крестом на столе. Ни жалобы, ни вздоха, ни даже дыхания малейшего. Видно, однако же, по положению тела, что он жив и не спит. Недвижимость душевного спокойствия, несокрушимого даже страданиями смерти. Удивительно много было у этого человека прекрасного, скажу даже, великого в его безоглядном человеколюбии, несокрушимом спокойствии. Это спокойствие могло происходить только от крайней, отважной решимости исполнять свой долг во что бы то ни стало.

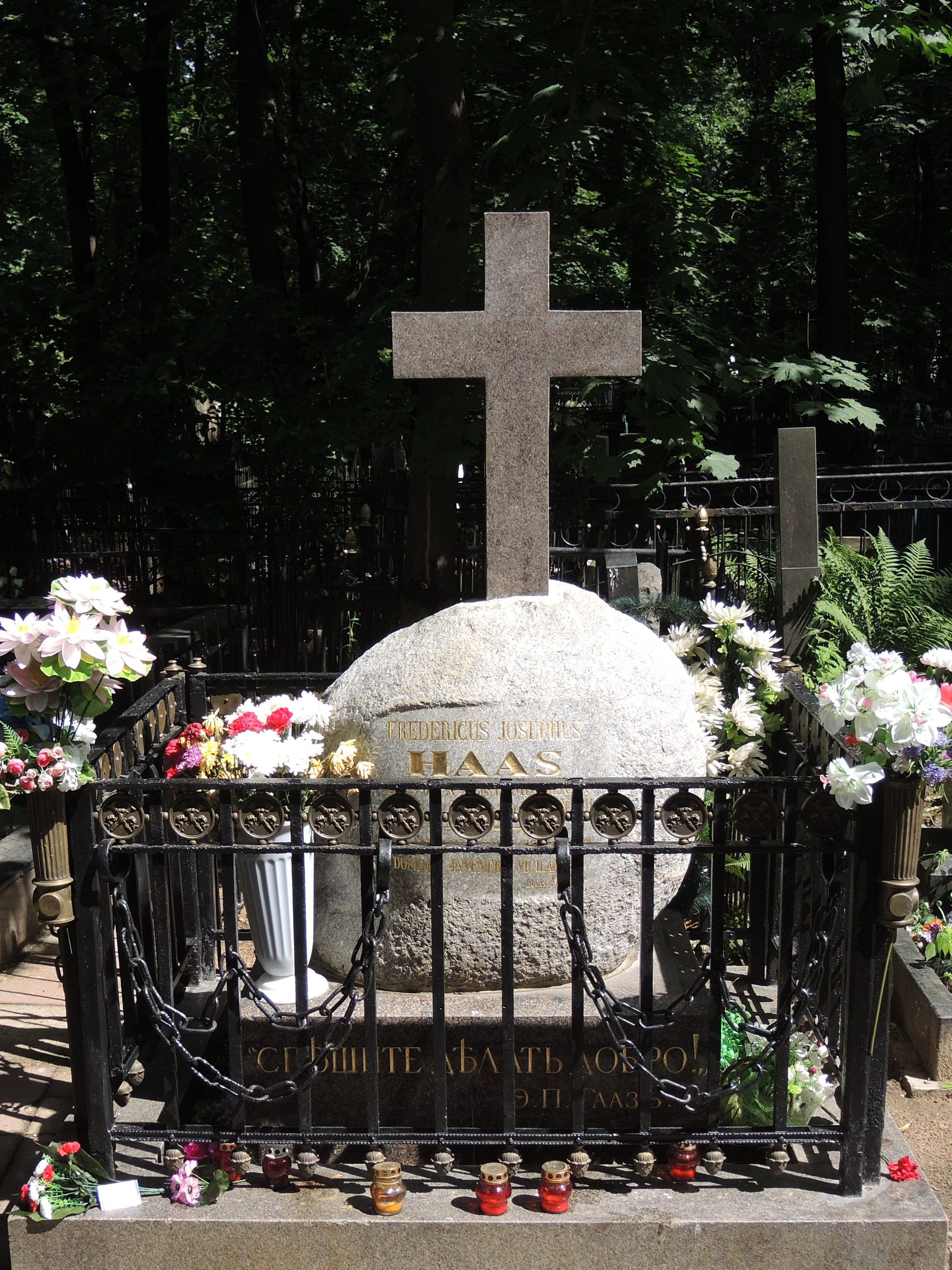
Могила Фёдора Петровича Гааза на Введенском кладбище (Москва)

Похоронен на Введенском кладбище (10 уч.); в последний путь его провожала 20-тысячная толпа. Гроб с телом доктора несли на руках. Генерал-губернатор отдал приказ «разогнать чернь» и послал казачью сотню исполнять. Согласно Кони и Копелеву полицмейстер полковник Цинский, увидев похоронную процессию, был потрясён единодушием и горем людей, после чего отправил казаков восвояси, а сам спешился и присоединился к народу. Однако упоминается и ротмистр Кинский в этой же роли.
На могиле Гааза установили памятник: гранитная глыба с установленным на нём шлифованным гранитным крестом. Надпись гласит: «FREDERICUS JOSEPHUS HAAS, natus Augusti MDCCL XXX, denatus XVI Aug. MDCCCLIII» (Фридрих Иосиф Гааз, родился в августе 1780 года, умер 16 августа 1853 года). Она дополнена цитатой от Луки XII:37 на латыни. На постаменте сбоку надпись — «Спешите делать добро».
В «Московских ведомостях» был опубликован некролог. Сохранились свидетельства того, что митрополит Филарет не только приехал проститься с умирающим доктором, но и отслужил по нему панихиду, несмотря на католическое вероисповедание Гааза. По другим сведениям, панихиду проводил не сам митрополит Филарет, но он лично дал разрешение, поскольку католический священник был недоступен. В любом случае «святой доктор» ушёл из жизни с репутацией «святости, признанной как православными, так и католиками».

## Гуманистические взгляды
Вероятно, гуманистические взгляды Ф. П. Гааза сформировались под влиянием идей Х. В. Гуфеланда, преподававшего в Йенском университете незадолго до обучения Гааза, в 1798—1800 годах. Гуфеланд считал, что «жить для других, не для себя — вот истинное назначение врача». Доктор осуждал медиков, которых считал недостойными звания врача: «…ненавистны продажные люди, которые, нарушая свой долг, готовы жертвовать здоровьем больного в угоду своему честолюбию или своей алчности, а своей собственной честью — в угоду унизительным капризам больных-симулянтов».
Этически Гааз рассматривал наказание, включая тюремное заключение, как форму гражданского покаяния, а не как месть человеку, совершившему преступление. Его деятельное сострадание было не формой жалости, а именно помощью в раскаянии. А. Ф. Кони упоминал, что доктора обвиняли в том, что он «милость ввёл в обязанность». Однако стандартный образ Ф. П. Гааза как врача-филантропа неверен. Более точно именовать его гуманистом, осознающим свой профессиональный и гражданский долг. Известно, что он запрещал служащим комитета попечительства о тюрьмах использовать слово «милосердие». Гааз писал князю Голицыну: «Другие посещают заключённых из милосердия, творят милостыню из милосердия, хлопочут за них перед начальством, родными из милосердия, — мы же, члены и служащие Комитета, принявшие на себя это бремя, делаем это из чувства долга».
После изучения дел арестантов московских тюрем Гааз решил, что за многими преступлениями видна болезнь, а не просто злой умысел. Он считал, что болезни воздействуют на человека «так, что он становится послушным орудием в руках злодеев». Из этого следовало, что исправление преступников возможно лишь при их излечении. Можно утверждать, что Гааз опередил своё время: теперь известно, что некоторые заболевания вызывают антисоциальное поведение.
Наглядный пример бескорыстия доктора — его отказ от жалования, получаемого за должность главного врача тюремных больниц. Через несколько лет после смерти Гааза на эту должность был назначен Н. К. Беркут, ученик Ф. И. Иноземцева, который с удивлением обнаружил, что свои обязанности Гааз исполнял бесплатно.
В отношении женщин Ф. П. Гааз считал, что те должны «содействовать не только поддержанию доброго общественного порядка, но и перерождению его, когда это перерождение становится необходимым», для чего должны быть добры, смиренны, справедливы, но при этом снисходительны; обладать терпением, скромностью и милосердием. Он первым стал принимать женщин на работу в больницы; именно в Полицейской больнице с 1845 года появились и начали обучаться первые русские медсёстры.
В Павловской больнице, где в то время он был главным врачом — в 1808 году, по инициативе императрицы Марии Фёдоровны. В 1814 году в Санкт-Петербургскую больницу для бедных на добровольных началах пригласили для призора за больными женщин из Петербургского вдовьего дома. В 1848 году доктором Ф. П. Гаазом и княгиней С. С. Щербатовой, женой московского генерал-губернатора, была открыта первая в Москве Никольская община сестёр милосердия. Также Гааз первым организовал женский персонал в тюремных больницах.
Коллеги не понимали Гааза и спрашивали его: как дворянин может так унижаться перед власть имущими, выпрашивая у них что-то? Ответ был таков:

Унизительно бывает просить на коленях милостей для себя, своей выгоды, своей награды, унизительно молить недобрых людей о спасении своего тела, даже своей жизни. Но просить за других, за несчастных, страдающих, за тех, кому грозит смерть, не может быть унизительно, никогда и никак.

Гуманизм Гааза вызывает удивление и у христианских авторов. А. И. Нежный, написавший предисловие к книге Лазебника и Беляевой о Гаазе, замечает: врач имел богатых клиентов, отличный дом в центре Москвы, блестящие перспективы — и сменил это на нищету: «И Гааз, приличный доктор, кончился, начался Гааз юродивый. Гааз — преуспевающий человек кончился, началось сползание Газа в ту самую блаженную нищету, из которой его вынесли вперёд ногами, на кладбище».
Имя доктора Гааза вспоминают в аспекте медицинской этики и в XXI веке. Е. А. Нагорнов указывает, что с религиозной точки зрения поведение Гааза по глубинному смыслу соответствует не XIX веку — современники его не понимали, — а первым векам христианства. Именно поэтому он спокойно входил в холерные бараки, близко общался с заразными больными, пренебрегал собственными интересами. Т. Иглтон, исследуя первые христианские общины, пришёл к выводу о специфике психологии верующих того времени: история мира уже окончена, мессия вот-вот грядёт, поэтому не надо ни о чём материальном заботиться сверх необходимого, а просто ждать прихода Иисуса. Нагорнов считает, что именно таким мировосприятием только и можно объяснить деятельность Гааза — приносить добро любой ценой и безотлагательно. Конечно, у доктора речь идёт не о вере в скорое пришествие, но об аналогичном мировосприятии. Также Нагорнов считает, что доктор действовал не для будущего, а «в настоящем и для настоящего»: «мессианское время» вовсе не устремлено к будущему, «это сжатие прошлого и настоящего воедино», как писал Дж. Агамбен. Сохранилось высказывание Гааза в письме своему ученику Норшину: «Самый верный путь к счастью — не в желании быть счастливым, а в том, чтобы делать других счастливыми». Ф.П. Гааз не был сторонником христианского смирения: он активно пытался изменить обстоятельства жизни в более правильную с его точки зрения сторону.
Посмертная книга Гааза получила название «Appel aux femmes» («Призыв к женщинам»). Именно в ней он оставил своё известное завещание: «Торопитесь делать добро»!

### Идеализация воззрений Гааза
К. Пфайфер отмечает, что Кони передаёт слишком благостную картину, идеализируя Гааза, и как контрпример приводит свидетельство баронессы Дж. Блумфильд: когда один из заключённых очень долго умолял доктора помочь ему взять с собой в Сибирь жену, которая уже заново вышла замуж, то даже терпеливейший Гааз не выдержал и отправил мужчину к священнику, чтобы тот продолжил выслушивать жалобы. Миллер-Дитц также указывал, что интерпретация образа Гааза в трактовке Кони является «литературным произведением»: Кони изображает Гааза полным филантропом, старающегося сделать мир лучше, но при этом оторванного от действительности, «который становился всё более изолированным в социальном плане и подвергался остракизму со стороны высшего класса, членом которого он был в качестве государственного советника». Можно сказать, что Гааз постоянно боролся с бюрократическим аппаратом и нежеланием ведомственных чиновников облегчать участь осуждённых, но при этом имел вполне деятельное сочувствие не только у простонародья, но и у высших сановников. И. В. Семененко-Басин высказал предположение, что Кони, описывая жизнь Гааза, «подключил» образ Дон Кихота, и после его книги такое восприятие доктора стало общепринятым: «[Альберт] Швейцер опирался на взгляды и идеи многих передовых представителей человечества... <...> А Гааз был один. Его жизнь — это подвиг одиночки, но не канувшей все же в безвестность...». Также есть мнение, что встречающиеся сентенции «этические убеждения Гааза должны стать элементом программ по биомедицинской этике и курсов по истории медицины в высших и средних медицинских учебных школах» вкупе с набором мифов, выдаваемых за факты, препятствует пониманию действительного значения Гааза и такие воззрения «нуждаются в критическом пересмотре и корректировке».
В статьях о докторе Гаазе можно встретить цитаты, ему приписываемые, передаваемые из статьи в статью, но при этом являющиеся компиляциями. Должной проверки авторства при этом не приводится. Так, Кони приписывает Гаазу высказывание «самый верный путь, к счастью, не в желании быть счастливым, а в том, чтобы делать других счастливыми. Для этого нужно внимать нуждам людей, заботиться о них, помогая им советом и делом, словом любить их». Сравните с высказыванием Поля-Анри Гольбаха, вошедшим в сборники афоризмом и впервые опубликованном в 1770 году: «Таким образом, нравственная обязанность — это необходимость прибегать к средствам, способным сделать счастливыми существа, с которыми мы живем, чтобы побудить их сделать счастливыми нас самих…».

### «Спешите делать добро»
Эта сентенция Гааза широко известна и даже нанесена на его надгробие. Считается, что фраза взята из седьмой главы посмертно изданной брошюры Гааза «Призыв к женщинам».
Первое издание брошюры на русском языке имеет разрешение цензурного комитета от 6 июня 1897 г. Указано, что это «перевод с французского Л. П. Никифорова», а в предисловии сказано, что оригинал на французском — библиографическая редкость, и переводчик смог найти его «только благодаря любезности А. Ф. Кони». Эта книга действительно существовала, согласно справочнику Г. Геннади — Appel aux femmes. Moscou, 1864. Но в современности в крупнейших библиотеках, включая иностранные, она отсутствует.
В русском тексте нет фразы «Спешите делать добро», там написано: «Они никогда не будут откладывать на завтра то, что могут сделать сегодня. Они будут торопиться делать добро». Это не нравственный императив, а просто повествование о тех, кто живёт праведно. Вероятно, общеизвестная фраза возникла в результате художественного вымысла: кто-то вложил в уста Гаазу эту фразу. Она прижилась «и законы художественной правды этим не нарушаются». Удачная фраза прочно утвердилась как прямые слова Гааза и даже был сделан обратный перевод: «Hâtez-vous de faire lе bien!», а затем и на немецкий: «Beeilt euch, das Gute zu tun».
Между тем, исходя из текстов Гааза, он неоднократно использовал библейские цитаты «доколе есть время, будем делать добро всем, а наипаче своим по вере» (Гал. 6:10), «Вы же, братия, не унывайте, делая добро» (2 Фес. 3:13), а также высказывание св. Франциска Ассизского «Dum tempus habemus, operemus bonum» («Братья, пока у нас есть время, будем творить добро»).

## Клинические взгляды
Н. Н. Блохина указывает, что принятие мнения о необходимости сбора анамнеза обычно относят к 1920-м годам, но первопроходцем следует считать доктора Гааза, который использовал «систему опроса и осмотра» на столетие ранее. Он, исходя из концепции ассимиляционной способности организма в плане физиологии, указывал, что обследование больного необходимо начинать с тщательного осмотра и подробного расспроса: «Вызов больным в памяти всех событий своей жизни, всех обстоятельств, связанных с перенесёнными заболеваниями, даёт врачу возможность точно определить состояние пациента». Анамнез Гааз сравнивал с исповедью: «Необходимо подготовиться к лечению подобно тому, как исповедь предшествует отпущению грехов».
Гааз выступал за доверительные отношения врача с пациентом; считал, что врач должен обладать состраданием, способностью понять переживания больного: «Врач должен разделить с больным его несчастье». Но при этом Фёдор Петрович указывал, что врач должен обладать авторитетом, выступал за строгую субординацию в лечении: «Больному лучше забыть свои капризы и выполнять то, что ему назначено, ибо назначил это врач».
Гааз также указывал на важность конституции больного: «При медицинских наблюдениях всегда присутствует нечто бесконечно изменяемое, не подлежащее подсчёту и определению, но требующее хотя бы приблизительной оценки талантом врача — это конституция организма». Он считал, что все процессы в организме зависят от его конституции, и некоторые болезни для их излечения требуют не просто учёта, но и изменения конституции больного. Гааз отмечал, что фармакологические средства часто не уничтожают причину заболевания, требуется, чтобы организм сам боролся с болезнью, и возможность мобилизации возможных резервов зависит от конституции. Таким образом, роль врача заключается в направлении возможностей организма на выздоровление с учётом регулирования работы внутренних органов, помощь в самоизлечении, если таковое возможно. Блохина цитирует Гааза:

…всякий раз, осматривая больного и давая заключение о недуге, врач должен суметь выделить в диагнозе и назначить нечто особенное. Даже используя одни и те же лекарства, каждую болезнь нужно лечить по-своему, ибо применяется либо иной способ, либо медикамент сочетается с другими средствами, придающими ему иной характер.

Он крайне умеренно прописывал лекарства, делая упор на спокойствие духа, умеренную диету и т. п. Про него даже сложили стишок: «Доктор Гааз уложит в постель, закутает во фланель, поставит фонтанель и пропишет каломель…». Однако сам доктор настаивал на индивидуальном подходе к больным, что было не характерно для клинической практики того времени. При этом он старался определить индивидуальную картину заболевания и исходить из неё, а не просто перебирать лекарства. Такой подход актуален и в современности.
Ф. П. Гааз критически относился к принятым в то время терапевтическим методикам, таким как «противоположное излечивается противоположностью», а также к «теории возбудимости». Можно сказать, что он был последователем Гиппократа, который указывал на важность для больного целительных сил природы и придерживался заповеди «Не навреди!». Внимание к лечебным свойствам минеральных вод вызвано именно этим подходом к лечению. Рассматривая организм как единое целое со внешней средой, Гааз уделял внимание профилактике заболеваний, а не только их излечению.
Гааз разработал собственную физиологическую теорию ассимиляции, которую имеет смысл рассматривать как этап становления физиологии. Согласно этой концепции вещества, которые поступают в организм, усваиваются и становятся составной частью живых тканей — это и есть ассимиляция. Это первая в медицине научная интерпретация защитно-приспособительных реакций организма, включая иммунитет. Начало понимания сущности гомеостаза организма и патологических процессов: уже сам Гааз указывал, что одинаковый физиологический («ассимилятивный») процесс может иметь качественно различные последствия — как нормальные, так и патологические. При этом простого наличия в организме болезнетворного начала мало для начала заболевания, важное значение имеет конституция и другие особенности человеческого организма. На современном языке «ассимилирующая способность организма» вкупе с «конституцией организма» вполне соответствуют таким медицинским понятиям, как «реактивность» и «резистентность».
С возрастом Гааз всё больше превращался из доктора в попечителя арестантов. Сочувственное обращение, помощь по возможности стали важнее излечения, и к концу жизни он использовал методы, которые ему были привычны, но считались уже устаревшими. Кони упоминает, что под конец жизни Гааз начал применять гомеопатию.

## Книгоиздательская деятельность
Помимо всего прочего, Гааз периодически пытался заняться книгоиздательской деятельностью в области христианской литературы.
Ещё в 1834 году Гааз обнаружил, что на складе далеко не всегда имеются в наличии Псалтирь и Новый Завет на церковнославянском и русском языках, о чём известил Тюремный комитет 18 ноября 1835 года, присовокупив мнение о потребности издать Новый Завет на русском языке для тех арестантов, которые не знают церковнославянского. В тот раз идея не прошла, но через десятилетие Гааз вернулся к этой идее, сделав специальный доклад на заседании Тюремного комитета 14 сентября 1845 года. Идею в этот раз поддержал митрополит Московский Филарет, но лишь 26 апреля 1847 года Святейший Синод разрешил Комитету напечатать в Московской синодальной типографии Новый Завет, причём за счёт Комитета. Тираж был готов лишь в 1850 году. За первые пятнадцать лет работы Комитета было издано и роздано 71 190 азбук, а также бесплатно раздавались заключённым святцы, часословы, Евангелия и другая религиозная литература.
Гааз желал снабдить каждого арестанта неким систематическим нравственным руководством, и издал за свой счёт небольшую (in octavo) книгу «А. Б. В. христианского благонравия. Об оставлении бранных и укоризненных слов и вообще неприличных насчёт ближнего выражений, или О начатках любви к ближнему». Издание начиналось восемнадцатью текстами из Евангелия и Посланий апостольских заканчивалось подборкой нравоучительных рассказов. Гааз убеждал читателя не впадать в гнев, не злословить и не злорадствовать, а главное — не лгать. Первое издание (издатель Август Семен) подали в МКДЦ на получение разрешения в 1839 году. Это была первая в России книга, написанная специально для заключённых. В написании книги принимали участие коллеги Гааза по Тюремному комитету, об этом упоминал сам Гааз в письме к Голубинскому от 24.12.1839, также остались протоколы Тюремного комитета, в которых об этом упоминается, от июля 1840 года.
Цензор протоиерей Феодор Голубинский потребовал сократить список «укоризненных слов», хотя он и так был небольшой:

«дурак, пустой человек, бессовестный, негодяй, злодей, проклятый, дьявол, чорт, бес, окаянный, каналья, бестия, вор, разбойник, каторжный, плут, мошенник, шельма, мерзавец, подлец, скот, гад, свинья, осел, дрянь, колдун, ведьма, прокаженный, болван, и тому подобные унизительные, бранные и кольми паче, в особенности так называемые скверные слова, коих нельзя уже и написать».

Также Гааз настаивал на требовании уплаты штрафа в две копейки за произнесение бранных слов, поскольку «необходимо создать некий знак, напоминающий человеку о его обязанностях, и таким напоминательным знаком должен стать денежный штраф, добровольно уплачиваемый провинившимся». Цензор сначала возражал, но потом уступил. Заканчивается же книга напечатанным обещанием не употреблять более бранных слов, никого не осуждать и не лгать, после чего оставлено чистое место для подписи — то есть получался не просто текст, а как бы документ, обещание с подписью.
Второе издание вышло уже в 1842 году (допуск в печать цензурой — 25 ноября 1841 г., напечатана в типографии Августа Семена), дополненное переводом двух глав «Трактата о любви к Богу» Франциска Сальского. Книга не только призывала к контролю поведения, но и была написана так, чтобы пытаться открыть арестантам христианскую любовь к ближнему (ἀγάπη). Третье издание, содержащее 13 страниц дополнений (всего 56 стр.), было подано в духовную цензуру 21 октября 1843 года; цензор Феодор Голубинский допустил текст в печать 24 февраля 1844 года. Третье издание затем допечатывалось, о чём сохранились сведения в протоколе заседаний Тюремного комитета от 6 марта 1847 года. Последняя прижизненная редакция книги «А. Б. В. христианского благонравия….» объёмом 62 страницы была подана в МКДЦ 20 июля 1849 г. Цензор Феодор Голубинский одобрил рукопись 22 сентября 1849 г., и в 1850 году её отпечатала московская типография Владимира Готье.
В декабре 1842 года Гааз обратился в Московский комитет духовной цензуры (МКДЦ) с прошением разрешить издать на французском языке книгу «Различные письма святого Франциска де Саль к людям, живущим в миру» («Lettres diverses de S. François de Sales à des personnes vivant dans le monde»). Эта книга предназначалась уже для образованного городского общества. Цензор запретил издание: Франциска Сальского не следует официально именовать святым, так как он святой лишь в католичестве, да и в целом не полезно рекомендовать в России читать католическую литературу.
В октябре 1843 года МКДЦ выслушал прошение Гааза об издании двух книг: «Слово в годовщину коронования императора Николая I» митрополита Московского Филарета (Дроздова)» от 22 августа 1842 года, посвящённое христианской обязанности распространять добро в обществе и социальной любви, и об «Историях и притчах» Бонавентуры Жиродо на французском языке («Histoires et paraboles»). «Слово…» получило цензурное разрешение и неоднократно переиздавалась. В 1847 году тираж, предназначенный для раздачи арестантам и служащим пенитенциарных учреждений, составил 2000 экземпляров. «Истории и притчи» были одобрены для печати с сокращениями, но осталась неизданной. Вполне возможно, что у Гааза не нашлось на это денег.
Следующее прошение Гааз подал в МКДЦ 14 июля 1844 г. по поводу текста «Les Souffrances de Notre-Seigneur Jésus-Christ» («Страсти Господа нашего Иисуса Христа»). Это была компиляция из книги португальского августинца Томаса Иисуса (Thomas de Jésus de Andrade, 1529—1582) на французском языке. Цензура отказала в издании в октябре 1845 г., выявив авторские добавления переводчика и составителя, которые сочла ложными с точки зрения богословия.
Гааз, помимо книг, переложил на музыку Людвига ван Бетховена текст латинского гимна «Vox prima de more / Sit Jesus in ore…» («Глас первый по обычаю пусть будет Иисус на устах»), переведённый на французский, немецкий и русский языки. В цензуру этот документ был подан 11 мая 1845 г. Рукописный текст (восемь строф) имеется в Музейном собрании рукописного отдела РГБ, при этом все тексты на латинском, французском и немецком написаны характерным почерком Гааза, но русский текст написан другим почерком, предположительно — писаря. Ноты не сохранились, поэтому неизвестно, какое именно музыкальное произведение Бетховена было использовано.
«Слово по освящении церкви Богородицы Взыскательницы Погибших, устроенной при замке пересыльных арестантов» митрополита Московского Филарета (Дроздова) Гааз подал в МКДЦ 15 июня 1845 г., публикация планировалась и на русском языке, и во французском переводе. «Слово» было записью беседы митрополита 23 декабря 1843 г. после церемонии освящения церкви в пересыльной тюрьме Москвы. Вероятно, на французский язык текст переводил лично Гааз. Сначала, в июне 1845 года, цензура отказала, обнаружив серьёзные недостатки французского перевода. Тогда Гааза привлёк преподавателя Московского университета Адольфа Пако (Adolf Pascault), а сам перевод осуществила В. И. Ланская (урождённая княжна Одоевская) и рукопись допустили к печати в январе 1846 года.
В 1846 году, 2 августа, Гааз подал в МКДЦ рукопись «Краткое христианское нравоучение» (12 стр.) и печатный лист «Краткий славяно-российский букварь» (2 стр.). Оба издания были разрешены к печати 5 августа 1846 года. В библиотечных фондах не сохранились.
Под конец жизни Гааз обращался в МКДЦ с прошениями о допуске в печать брошюры на французском «Appel aux femmes» («Призыв к женщинам») и своего собственного письма к архимандриту Макарию (Глухареву) на латинском языке. Оба текста цензура одобрила, но 1853 г. Гааза не стало. «Призыв к женщинам» был издан после смерти доктора. Брошюра (46 стр.) издана на французском языке в 1864 году. В настоящее время известен лишь один экземпляр, который хранится в личном фонде А. Ф. Кони в ГАРФ; когда-то он был получен от дочери А. И. Поля.

## Увековечение памяти

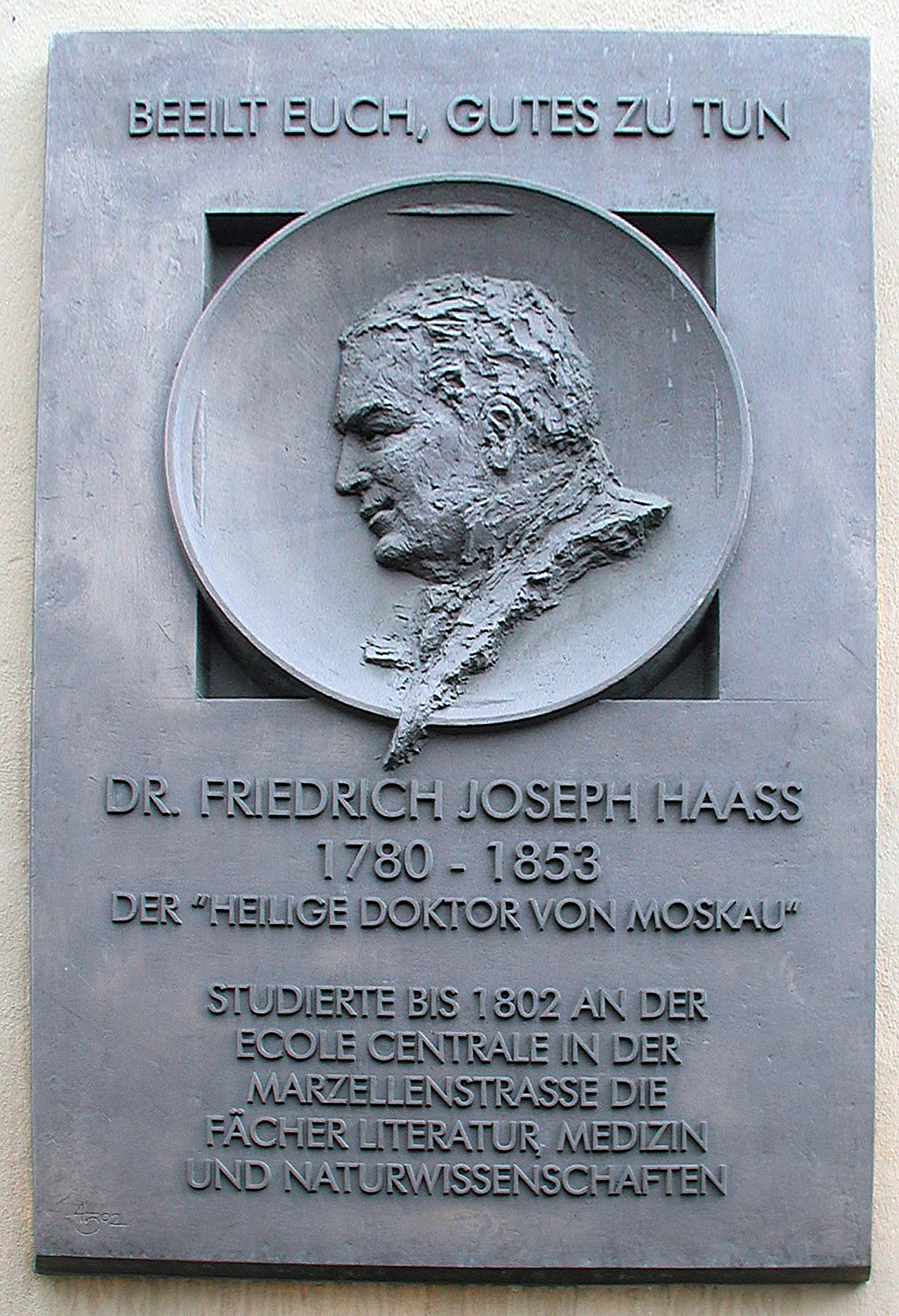
Мемориальная доска на школе в Кёльне, где учился Гааз

После смерти Гааз был почти что забыт, но после того, как А. Ф. Кони написал свой «Биографический очерк» и напомнил про жизненный подвиг «святого доктора», в России начался ренессанс его памяти.
С. В. Пучков, главный врач Полицейской больницы после Гааза, будучи гласным городской Думы, организовывал до Революции ежегодные детские праздники под названием «У доброго дедушки Гааза». Эта традиция была восстановлена НИИ гигиены и охраны здоровья детей и подростков, который располагается в здании больницы.
В 1905 году могильный памятник обновили. Поставили новую ограду, на которой были помещены разорванные «гаазовские» кандалы, на гранитной плите разместили слова Гааза «Спешите делать добро» (по другим данным, надпись добавили в 1909 году).
Дважды, в 1910 и в 1911 годы, у памятника Гаазу устраивались народные празднества, на которые собирались воспитанники московских приютов и выступали тюремные хоры. Некоторые московские трамваи и вагоны конки были даже украшены портретами «святого доктора».
В здании бывшей Полицейской больницы создан музей «Мемориальная комната — музей доктора Ф. П. Гааза», который действует с 18 сентября 2015 года. В музее представлен рабочий кабинет с воссозданной обстановкой XIX века и подлинным столом, за которым работал доктор, а также Гаазовский зал с основной экспозицией.

### Памятники
- Бюст доктора Гааза работы скульптора Н. А. Андреева (по проекту художника Остроухова[206]) установлен в 1909 году в Малом Казённом переулке во дворе бывшей «Полицейской больницы» по инициативе главврача С. В. Пучкова[83]. На памятнике — девиз доктора Гааза «Спешите делать добро».
- В 1986 году в Бад-Мюнстерайфеле был открыт памятник в виде копии московского бюста доктора. Рядом разместили бронзовый барельеф Льва Копелева, благодаря книге которого к Фридриху Гаазу пришло заслуженное признание в Германии[76][209].
- В августе 2019 года в Железноводске в нижней части Каскадной лестницы установлен второй в России памятник доктору Фёдору Гаазу. Трёхметровый бронзовый бюст массой 100 кг дополняют камни (символизирующие горы), на которых нанесена надпись на двух языках, гласящая: «Сыну немецкого народа, всем сердцем служившему России»[210].
- Памятный знак в селе Тишково Пушкинского района Московской области (установлен в 2010 году). Это село принадлежало Гаазу в 1812—1840 годах. В этом же селе в краеведческом музее имеется мемориальная комната Гааза. От усадьбы в псевдоготическом стиле уже ничего не осталось, с тех времён сохранился до наших дней лишь мемориальный парк с двухсотлетними липами.[211]

### Улицы, названные именем Гааза
- В честь Гааза названа улица на его родине, в Бад-Мюнстерайфеле[212].
- В Ессентуках имеется улица Гааза[213].
- Улица Гааза также имеется в Железноводске[214].
- 19 июня 2017 года  мэром Москвы было подписано постановление о присвоении безымянному проезду на территории Тропарёво-Никулино имени Фёдора Гааза. Проезд стал улицей Доктора Гааза[215]. Улица Доктора Гааза — первая в Москве, которая не просто названа в честь известного врача, но в названии которой прямо использовано слово «доктор»[116].

### Организации, которым присвоено имя Гааза
- В 1909 году в память доктора Ф. П. Гааза было учреждено «Ольгинское благотворительное общество в память доктора Гааза при Александровской больнице в Москве»[6] (точнее, переименовано из Ольгинского благотворительное общества[22]).
- В честь известного медика названо Федеральное государственное лечебно-профилактическое учреждение «Областная больница имени доктора Ф. П. Гааза», подчиняющаяся Главному управлению Федеральной службы исполнения наказаний по Санкт-Петербургу и Ленинградской области.
- В честь доктора Гааза в 1914 году был назван городской приют для беспризорных детей («Приют имени доктора Ф. П. Гааза для малолетних призреваемых Работного дома и Дома трудолюбия»), до революции находившийся в Сокольниках[216]. Одно из зданий этого приюта (улица Олений Вал, 24б) сохранилось до сих пор[217][218].
- В Перми существует детский онкогематологический центр имени Ф. П. Гааза, имя присвоено в 2005 году[219].
- 26 ноября 1987 года в Одессе был создан Фонд социальной помощи имени доктора Гааза.
- Немецкая школа в Москве носит имя Гааза с 1989 года.
- При участии Л. Копелева в 1990 году был основан «Кружок друзей Фридриха Гааза», сейчас — «Общество Фридриха Гааза»[76][220].
- Имя Фёдора Петровича носит гимназия № 58 города Гомеля (Беларусь)[221]. В гимназии регулярно уже 20 лет проводятся Гаазовские чтения, в которых принимают участие учащиеся и других образовательных заведений, включая российские[222].
- В Бад-Мюнстерайфеле есть школа имени Фридриха Гааса[223].

### Премии и награды
- Медаль Фёдора Гааза — ведомственная награда Федеральной службы исполнения наказаний России, учреждена в 2005 году[14][224].
- Медаль Уполномоченного по правам человека в Российской Федерации «Спешите делать добро» учреждена в 2005 году[225][226].
- В 1994 г. неправительственная организация «Германо-российский форум» учредила международную премию имени Гааза, которая присуждается за особые заслуги в укреплении отношений между странами[76].
- Всероссийское общество развития школьной и университетской медицины и здоровья вместе с НИИ гигиены и охраны здоровья детей и подростков ФГАУ «ННПЦЗД» Минздрава России награждают большой бронзовой медалью Гааза «Спешите делать добро» за заслуги в гигиене и охране здоровья детей и подростков[227].

### Прочее
- В 1980 году к 200-летию со дня рождения была выпущена юбилейная настольная медаль «Гааз Фёдор Петрович (1780—1853)»[228][229].
- В 1980 г. к 200-летию Ф. П. Гааза в ФРГ вышла почтовая марка[76]. Многоцветная, офсет. 14х13, изображение: рука, протянутая за помощью. Каталоги: Michel: 1056; Scott: 1335; Stanley Gibbons: 1934; Yvert et Tellier: 902[230].
- В 2005 году к 225-летию доктора Гааза была в России была выпущена почтовая марка, на которой изображён фрагмент памятника перед зданием НЦЗД РАМН и слова «Спешите делать добро». Каталоги: Michel Ganzsachen: USo 144; ИТЦ «Марка»: 143; Якобс: 143. Также был выпущен конверт с изображением общего вида памятника работы скульптора Николая Андреева[231].
- Памятный портрет у входа в московский храм Живоначальной Троицы[232].
- Сценарист Пауль Моммерц в 2000 году написал сценарий мелодрамы «Fritz Moskau» «о приключенческой жизни и необыкновенной истории любви несправедливо забытого великого немца, врача Фридриха Йозефа Гааза (1780—1853), известного как "Святой Московский доктор", борца за права человека»[233].
- В 2013 году режиссёрами В. Самородовым и М. Труш был снят биографический фильм «Выбор доктора Гааза». Производство ООО «МТ Кино» при финансовой поддержке Министерства культуры Российской Федерации[234].
- О докторе Гаазе была снята телевизионная передача «Сердце, отданное людям. Фёдор Гааз»[235].
- В РНИМУ им. Н. И. Пирогова в Москве с 2010 года проводится ежегодная Международная (Всероссийская) практическая медицинская конференция студентов и молодых учёных Гаазовские чтения: «Спешите делать добро…», посвящённая разбору клинических случаев. Идея была выдвинута деканом международного факультета Н. А. Быловой. На конференции имеются четыре секции: «Детская хирургия», «Педиатрия», «Общая хирургия» и «Терапия»[236].
- Епископ Балашихинский Николай (Погребняк С. В.) написал книгу «Спешите делать добро. Доктор Фёдор Петрович Гааз», которая была издана издательством Московской Патриархии в 2019 году[237].
- Существует икона «Святитель Филарет Московский с житием» современного иконописца А. Н. Акимова, на которой изображены сценки из его жизни, в т. ч. одна — с доктором Гаазом[113].
- Выпущен небольшой аудиоспектакль «Доктор Гааз» (14 мин.), совместный проект «Радио России» и РПЦ[238], входит в цикл радиопередач «Россия. История в лицах (2010—2013)»[239].
- Московский музыкальный театр «Геликон-опера» поставил оперу Алексея Сергунина из одиннадцати эпизодов «Доктор Гааз». Опера написана в постмодернистском формате, используется музыка самых разных жанров: от джаза до панк-рока, от классики и до авангарда[240]. Опера-коллаж длится 50 минут без антракта. Премьера состоялась 16 апреля 2016 года[241]. Спектакль был номинирован в 2017 году на премию «Золотая маска» в шести номинациях: «Лучший спектакль в опере», «Лучшая работа режиссера», «Лучшая работа композитора», «Лучшая работа художника», «Лучшая женская роль» (Лидия Светозарова), «Лучшая мужская роль» (Виталий Фомин)[242][243][244], однако не смог стать лауреатом ни в одной номинации[245].

### Беатификация
Первая инициатива беатификации доктора Гааза имела место в 1994 году: группа российских католиков обратилась к архиепископу с этим предложением, что не имело никаких последствий. Необходимые документы тогда стали собирать в Германии, и благодаря Вильфреду Велингу, настоятелю храма великомученицы Екатерины, представители Кёльнской епархии передали российскому приходу все собранные ими документы осенью 2009 года.
В 2011 году в архиепархии Кёльна начался канонический процесс причисления Фёдора Гааза к лику блаженных. В декабре 2015 года в соборе Непорочного Зачатия Пресвятой Девы Марии был объявлен эдикт архиепископа Паоло Пецци о намерении открыть епархиальное исследование о героических добродетелях и святости Фёдора Гааза. Во время торжественной Мессы 9 января 2016 года в кафедральном соборе Непорочного Зачатия в Москве была открыта епархиальная стадия процесса беатификации Фридриха Йозефа (Фёдора Петровича) Гааза, «святого доктора Москвы»; эта стадия была успешно завершена в мае 2018 года, после чего дело было передано в ватиканскую Конгрегацию по канонизации святых.
В 2019 году Архиепископ утвердил текст «Молитвы по заступничеству Слуги Божия Фёдора Гааза».
Джермано Марани, постулатор по делу о беатификации Гааза, считает, что есть вероятность признания чудесами некоторых исцелений доктора. По его словам (март 2020), известно несколько историй, связанных с его заступничеством, которые могут рассматриваться именно так, и они рассматриваются медиками. После их заключения дело будет передано на рассмотрение богословской комиссии.
Архиепископ Паоло Пецци в 2020 году предложил молитву по ходатайству слуги Божия доктора Гааза на тему COVID-19: «Отче Небесный, заступничеством Слуги Твоего Фёдора Гааза, святого доктора, заступника страждущих и заключённых, молим Тебя: даруй исцеление больным, милосердие, мужество и защиту от заражения...».

## Мнения о докторе Гаазе
Баронесса Джорджиана Блумфилд в своих воспоминаниях пишет и о посещении Москвы, упоминая, что лично видела доктора Гааза 27 сентября 1845 года на Воробьёвых горах. Она описала арестантов как тепло одетых, обутых и «довольно чистых», а про Гааза лично написала:

Этот превосходный человек посвятил им семнадцать лет и приобрёл большое влияние на них и на власти. Он разговаривал и рассуждал с ними, выслушивал их различные рассказы и жалобы, старался оставить их в раскаянии и зависимости от их спасения.

На чрезвычайном заседании Московского губернского комитета для попечительства о тюрьмах его вице-президент, Московский гражданский губернатор И. В. Капнист в своей речи о Гаазе отметил:

Убеждения и усилия его доходили часто до фанатизма, если так можно назвать благородные его увлечения. Но это был фанатизм добра, фанатизм сострадания к страждущим, фанатизм благотворения — этого благодатного чувства, облагораживающего природу человека.

Популярная в то время писательница Евгения Тур (Елизавета Васильевна Салиас-де-Турнемир) в июньском номере журнала «Время» за 1862 год опубликовала статью «Воспоминания и размышления»:

Кто из русских слыхал о Львове и докторе Гаазе? Оба были замечательные люди. Если б они жили в другой стране, о них явилось бы уже несколько биографий и статей. Оба роздали своё состояние бедным, оба посвятили себя служению человечества, оба обращали на путь истинный преступников, помогали несчастным, проповедовали христианские добродетели и сами были их живым воплощением. …Гаазу пришлась борьба… посреди возмущающих душу злоупотреблений всякого рода, посреди равнодушия общества и враждебных распоряжений, в борьбе с неправдой и ложью…

Комендант Кремля К. Г. Стааль, признавая «полное самоотречение господина Гааза», имел мнение, что «изобилие вредно даже в добре».
А. И. Герцен высказывал одновременно уважение и мнение о ненормальности:

Доктор Гааз был преоригинальный чудак. Память об этом юродивом и повреждённом не должна заглохнуть в лебеде официальных некрологов….

Выступая на IV международном тюремном конгрессе (Петербург, 3.06.1890), А. Ф. Кони сказал::

…человек цельный и страстно-деятельный, восторженный представитель коренных начал человеколюбия… Гааза окружали косность личного равнодушия, бюрократическая рутина, почти полная неподвижность законодательства и целый общественный быт, во многом противоположный его великодушному взгляду на человека. Один, очень часто без всякой помощи, окружённый неуловимыми, но осязательными противодействиями, он должен был ежедневно стоять на страже слабых ростков своего благородного, требовавшего тяжкого и неустанного труда, посева.

Е. Р. Эйхгольц, старший врач Шлиссельбургской каторжной тюрьмы, в своей книге при описании профессиональной этики тюремных врачей с уважением упоминал Гааза:

…относясь сознательно к своему труду по лечению заключённых, он [врач] может оправдать имя тюремного врача во всей его скромной красоте по образу, оставленному русским тюремным врачом — московским Гаазом.

М. Горький в письме (1899) А. Ф. Кони, предлагая приехать тому в Нижний Новгород с лекциями, писал:

…о Гаазе нужно читать всюду, о нём всем нужно знать, что это святой, более святой, чем Феодосий Черниговский… Необходимо говорить о Гаазе живым, в плоть и кровь облечённым словом….

Гааз был настолько известен, что про него рассказывали легенды. Типичной историей было описание быстрого исцеления холерного больного после христианского поцелуя доктора, причём рассказывалось это с убеждением, что сам Гааз заразиться не может, а исцеление обязательно наступит.
Публицист-народник Н. К. Михайловский писал о Гаазе:

Человек большого ума и образования, он, однако, с течением времени пренебрёг этою стороной жизни, постепенно превращаясь в одно ходячее сострадание, и лично для себя чрезвычайно просто разрешил трудную задачу филантропии: не мудрствуя лукаво, он помогал ближнему в буквальном смысле этого слова — тому, кто пространственнее ближе, тому, с кем столкнула судьба. Надо сказать, однако, что судьба столкнула его с людьми, нарочито несчастными и нуждавшимися в помощи, — с обитателями тюрем.

Лев Толстой относился к Гаазу негативно. Д. П. Маковицкий в дневниковых записях от 5—6 октября 1905 года цитирует писателя: «Кони выдумал. Преувеличение. Это был ограниченный человек». Подтверждает такое отношение к Гаазу и Б. А. Лазаревский, приводя мнение Толстого (он посещал его в 1903 году): «По-моему, такие филантропы, как, например, доктор Гааз, о котором писал Кони, не принесли пользы человечеству». Также Толстой придерживался мнения, что А. Ф. Кони в своей книге не только преувеличил многое, но что-то даже выдумал.
Протоирей Александр Мень, упомянув в своих воспоминаниях столкновение доктора с митрополитом Филаретом, противопоставил «церковность истинную» и «церковность, обременённую социальными грехами», пояснив на примере Гааза:

На самом деле Судья будет спрашивать нас не о теоретических убеждениях или мистических видениях, а о том, что мы сделали для Его меньших братьев.

Н. К. Беркут в своих «Записках», опубликованных в 1911 году, указывал:

Даже много лет спустя чтилось великим грехом произносить имя умершего уже Ф.П. Гааза без глубокого благоговения.

### В художественной литературе
Для Ф. М. Достоевского доктор Гааз являлся высшим воплощением врачевания, прежде всего в духовном аспекте. Он упоминается, в частности, в набросках к «Преступлению и наказанию» о Раскольникове. В записных книжках и в «Дневнике писателя» Достоевский не раз упоминает Гааза как живой пример деятельного добра. В романе «Идиот» один из персонажей рассказывает другому о Гаазе (не называя его по имени):

В Москве жил один старик, один «генерал», то есть действительный статский советник, с немецким именем; он всю свою жизнь таскался по острогам и по преступникам; каждая пересыльная партия в Сибирь знала заранее, что на Воробьёвых горах её посетит «старичок генерал». Он делал своё дело в высшей степени серьёзно и набожно; он являлся, проходил по рядам ссыльных, которые окружали его, останавливался пред каждым, каждого расспрашивал о его нуждах, наставлений не читал почти никогда никому, звал их всех «голубчиками». Он давал деньги, присылал необходимые вещи… Так поступал он множество лет, до самой смерти; дошло до того, что его знали по всей России и по всей Сибири, то есть все преступники. Мне рассказывал один бывший в Сибири, что он сам был свидетелем, как самые закоренелые преступники вспоминали про генерала…

Литературовед Р. В. Плетнёв в 1931 году опубликовал в эмигрантской ежедневной газете «Руль» статью, в которой, в частности, указал, что образ сострадательного врача в романе «Идиот» явно списан с образа «святого доктора»: «идеальнымъ примеромъ блаженнаго миротворца и нищелюбца беретъ Достоевский скромнаго московскаго врача, чистаго немца по происхождению», а именно Гааз — «великий филантроп, врач душ и тел». Плетнёв также считал, что образ врача Герценштубе в романе «Братья Карамазовы» был основан на биографиях Ф. П. Гааза и В. Д. Гинденбурга (его история изложена в «Дневнике писателя» за март 1877 г.). На прототип врача в романе «Идиот» указывала ещё жена писателя, А. Г. Достоевская, в примечаниях к роману: «Федоръ Михайловичъ говоритъ о докторе Гаазе».
По мнению Н. Э. Вашкау, А. П. Чехов в тексте «Рассказ старшего садовника» (1894) описал персонажа, который явно имеет как минимум отдельные черты Гааза:

Он пренебрегал зноем и холодом, презирал голод и жажду. Денег не брал, и странное дело, когда у него умирал пациент, то он шёл вместе с родственниками за гробом и плакал.

Также Чехов неоднократно упоминал о докторе во время путешествия на Сахалин и после — там он лично видел, как живут каторжане, и слышал народные рассказы о «святом докторе». А.П. Чехов считал, что жизнь Гааза «протекала и кончилась совершенно благополучно», потому что он был «счастливым человеком, совесть и поступки которого находились в полной гармонии».
В 2012 г. в журнале «Звезда» была опубликована книга Александра Нежного «Nimbus», посвящённая доктору Гаазу, а в 2013 году она вышла отдельным изданием. В ней в художественной форме описываются известные случаи с доктором, особое внимание уделено концу его жизни.

## Сочинения
- Ma visite aux eaux d’Alexandre en 1809 et 1810. — Изд. Н. С. Всеволожского, 1811. — 365 с. (Отчёт о поездках на Кавказ)[64].
- Sutamilli. Découverte sur le croup ou l’asthma synanchicum acutum. — M.: Изд. Всеволожского, 1817. — 448 c.[31]
- Beiträge zu den Zeichen des Croups — Bachem, 1820. — 148 s. [31]
- Ф. П. Гааз. Призыв к женщинам // Врата милосердия. Книга о докторе Гаазе. — М., 2002. — С. 313—330. (Текст издан после смерти Гааза в 1897 году доктором А. И. Полем[5]).
- Ф. П. Гааз. Завещание // Русский архив. — 1912. — № 6. — С. 206—211.
- Ф. П. Гааз. Азбука христианского благонравия. Об оставлении бран. и укоризн. слов и вообще непреличных на счёт ближнего выражений или о начатках любви к ближним (название как в оригинале) — М.: типо-лит. товарищества И. Н. Кушнерёв и К°, 1898. — 93 с. Первое издание: 1840 год[57][h].
- «Problèmes de Socrate» (Вопросы Сократа) — философское сочинение, не сохранилось[5].

Книгу «Problèmes de Socrate» Гааз завещал опубликовать доктору А. И. Полю. В своём завещании он писал: «Я чувствую, что размышления о системе Сократа могут быть многим полезны». Пучков указывает, что Гааз в завещании просил напечатать это сочинение «в память дружбы» к Николаю Николаевичу Бутурлину, сыну его «большого благодетеля, генерала Бутурлина». Однако денег на издание выделено не было. К. Пфайфер указывает, что в завещании Гааз оперировал деньгами, исходя из неких гипотетических сумм, которыми не располагал и на которые по неким причинам рассчитывал посмертно.

## Комментарии
1. ↑  В статье к 50-летней годовщине смерти Ф. П. Гааза в журнале «Нива» вместо «штадт-физика» указана несуществующая должность «гидрат-физик».[7]
2. ↑  Эта фраза приводится в нескольких вариантах в разных источниках — событие явно пересказывалось много раз. Журналист и издатель И. А. Арсеньев приводит жёсткий вариант реплики: «Да что вы, Фёдор Петрович, ходатайствуете об этих негодяях? Если человек попал в темницу, то проку в нём быть не может»?[105] 
И. Н. Корсунский считает, что более точно фраза передана в журнале «Детская помощь», № 4 за 1891 год, стр. 130: «Вы утрируете, доктор; невинно осуждённых не бывает»[106].
3. ↑  Ответ Филарета также приводится в разных вариантах, но смысловое и эмоциональное наполнение сохраняются.
4. ↑  У Корсунского в тексте «И. Г. Сенявинъ», что является явной опечаткой.
5. ↑  Ф. П. Гааз до конца жизни оставался католиком[57].
6. ↑  То же считают и зарубежные исследователи, см. A. Hamm, G. Teschke. Ein deutscher Arzt als «Heiliger» (Moskau. Berlin — Bonn, 1983)[186]
7. ↑  Вероятно, основан на букваре Московской синодальной типографии, изданном под названием «Краткая азбука на славянском и русском наречии» в 1845 году[202].
8. ↑  Имеется некоторая путаница: по архивным источникам книга датируется 1840-м годом, но в библиотечных каталогах того времени, исходя из года цензурного разрешения, можно встретить 1839 год[195], Кони же пишет про 1841 год[276].